# Clinorhynchites distinguendulus
Clinorhynchites distinguendulus is een keversoort uit de familie Rhynchitidae. De wetenschappelijke naam van de soort is voor het eerst geldig gepubliceerd in 1939 door Voss.